# Brandon Williams (ur. 1999)
Brandon Williams (ur. 22 listopada 1999 w Los Angeles) – amerykański koszykarz, występujący na pozycji rozgrywającego, od 2023 zawodnik Dallas Mavericks oraz zespołu G-League – Texas Legends.
W 2018 został wybrany najlepszym zawodnikiem szkół średnich Los Angeles (przez Daily News). Wziął też udział w Allen Iverson Roundball Classic.
12 września 2023 dołączył do Orlando Magic. 7 listopada 2023 został zawodnikiem Osceola Magic. 28 grudnia 2023 zawarł umowę z Dallas Mavericks na występy zarówno w NBA, jak i zespole G-League – Texas Legends.

## Osiągnięcia
Stan na 12 stycznia 2024, na podstawie, o ile nie zaznaczono inaczej.
- Zaliczony do składu honorable mention najlepszych pierwszorocznych zawodników Pac-12 (2019)